# Jörg Frey
Jörg Frey (* 23. Februar 1962 in Freudenstadt) ist ein deutscher Professor für Neues Testament an der Universität Zürich.

## Leben
Jörg Frey wurde in einem eher pietistischen Milieu sozialisiert. Dazu bemerkt er selbst: „Der Bibelgebrauch geht der Bibelexegese voraus. [...] Mir selbst war die Vertrautheit mit und die Liebe zu biblischen Texten durch die Prägung in der kirchlichen Jugendarbeit meiner württembergischen Heimat gleichsam in die Wiege gelegt.“
Frey studierte evangelischen Theologie an den Universitäten Tübingen, Erlangen sowie Jerusalem. Die wissenschaftliche Beschäftigung mit der Bibel erlebte er zunächst als verunsichernd, dann aber als eine „große Weite und Freiheit“. Die Vorlesungen und Seminare Martin Hengels sprachen ihn besonders an. 1988 legte er in Tübingen das Erste Theologische Examen ab und arbeitete danach als Assistent von Martin Hengel und Hermann Lichtenberger am Institut für antikes Judentum und hellenistische Religionsgeschichte an der Evangelisch-Theologischen Fakultät der Universität Tübingen.
Nach dem Vikariat in der Württembergischen Landeskirche (1992/93) legte er das Zweite Theologische Examen ab. Frey promovierte 1996 und habilitierte sich 1998 in Tübingen als Neutestamentler. Professuren führten ihn zunächst an die Friedrich-Schiller-Universität Jena und die Ludwig-Maximilians-Universität München.
2003 wurde Jörg Frey zum Pfarrer der Bayerischen Landeskirche ordiniert.

## Forschung & Lehre
Seit 1. April 2010 ist er Inhaber des Lehrstuhls für Neutestamentliche Wissenschaft mit den Schwerpunkten Antikes Judentum und Hermeneutik an der Theologischen Fakultät der Universität Zürich. Er ist zugleich Research Associate der University of the Free State in Bloemfontein.
Frey gilt international als bedeutender Exeget der johanneischen Schriften. In der deutschsprachigen Kommentarreihe Evangelisch-Katholischer Kommentar zum Neuen Testament (EKK) arbeitet er momentan an der Kommentierung des Johannesevangeliums. Weitere Forschungsschwerpunkte sind neben den Katholischen Briefen das antike Judentum (Qumran, Apokalyptik), das Judenchristentum sowie die Literatur des frühen Christentums.
Freys Forschung zeichnet sich neben ihrem historisch-philologisch orientierten Charakter durch einen starken internationalen Bezug sowie eine weitreichende Herausgebertätigkeit aus. Frey fungiert unter anderem als Hauptherausgeber der renommierten Publikationsreihe Wissenschaftliche Untersuchungen zum Neuen Testament sowie als Mitherausgeber der Zeitschrift Early Christianity.

## Veröffentlichungen (Auswahl)
- Der implizite Leser und die biblischen Texte. Der 'Akt des Lesens' nach Wolfgang Iser und seine hermeneutische Relevanz. In: Theologische Beiträge 23 (1992), S. 266–290.
- Eugen Drewermann und die biblische Exegese: Eine methodisch-kritische Analyse. (= WUNT II 72). Mohr Siebeck, Tübingen 1995, 281 S.
- Die johanneische Eschatologie I: Ihre Probleme im Spiegel der Forschung seit Reimarus (= WUNT I 96). Mohr Siebeck, Tübingen 1997, 551 S.
- Die johanneische Eschatologie II: Das johanneische Zeitverständnis (= WUNT I 110). Mohr Siebeck, Tübingen 1998, 369 S.
- Die johanneische Eschatologie III: Die eschatologische Verkündigung in den johanneischen Texten (= WUNT I 117). Mohr Siebeck, Tübingen 2000, 600 S.
- Die Herrlichkeit des Gekreuzigten. Studien zu den Johanneischen Schriften I, hrsg. v. Juliane Schlegel (= WUNT I 307). Mohr Siebeck, Tübingen 2013, 886 S.
- Der Brief des Judas und der zweite Brief des Petrus (= ThHK 15/2). Evangelische Verlagsanstalt, Leipzig 2015, 380 S.
- Der Philipperbrief im Rahmen der Paulusforschung. In: Jörg Frey, Benjamin Schliesser (Hrsg.): Der Philipperbrief des Paulus in der hellenistisch-römischen Welt (= WUNT I 353). Mohr Siebeck, Tübingen 2015, S. 1–31.
- Between Torah and Stoa: How Could Readers Have Understood the Johannine Logos. In: J. G. van der Watt, R. Alan Culpepper, Udo Schnelle (Hrsg.): The Prologue of the Gospel of John: Its Literary, Theological, and Philosophical Contexts - Papers read at the Colloquium Ioanneum 2013 (= WUNT I 359). Mohr Siebeck, Tübingen 2016, S. 189–234.
- Von Jesus zur neutestamentlichen Theologie. Kleine Schriften II, hrsg. von Benjamin Schliesser (= WUNT I 368). Mohr Siebeck, Tübingen 2016, 940 S.
- Qumran, Early Judaism and New Testament Interpretation. Kleine Schriften III, hrsg. von Jacob N. Cerone (= WUNT I 424). Mohr Siebeck, Tübingen 2016, 906 S.
- Paulus als Pharisäer und Antiochener: Biographische Grundlagen seiner Schriftrezeption. In: Florian Wilk, Markus Öhler (Hrsg.): Paulinische Schriftrezeption. Grundlagen – Ausprägungen – Wirkungen – Wertungen (= FRLANTA 268). Göttingen 2017, S. 81–112.
- Theology and History in the Fourth Gospel: Tradition and Narration. Baylor University Press, Waco, Texas 2018, 241 S.
- The Glory of the Crucified One: Christology and Theology in the Gospel of John. Translated by Wayne Coppins and Christoph Heilig. Baylor-Mohr Siebeck Studies in Early Christianity, Waco, Texas 2018, 487 S.
- The Letter of Jude and the Second Letter of Peter: A Theological Commentary. Translated by Kathleen Ess. Baylor University Press, Waco, Texas 2018, 560 S.
- Ruben A. Bühner (Hrsg.): Vom Ende zum Anfang, Studien zum Johannesevangelium (= Kleine Schriften. 4) (= Wissenschaftliche Untersuchungen zum Neuen Testament. 492). Mohr Siebeck, Tübingen 2022, ISBN 978-3-16-161698-3.
- mit Benjamin Schliesser, Reinhard Feldmeier (Hrsg.): Geist: Phänomenologie – Religionsgeschichte – Theologie. Ein Kompendium (= Wissenschaftliche Untersuchungen zum Neuen Testament. (WUNT I) 542), Mohr Siebeck, Tübingen 2025, ISBN 978-3-16-164848-9.